# Märdi (Otepää)
Märdi ist ein Dorf (estnisch küla) in der estnischen Landgemeinde Otepää (bis 2017 Puka) im Kreis Valga. Märdi hat 27 Einwohner (Stand 31. Dezember 2021).

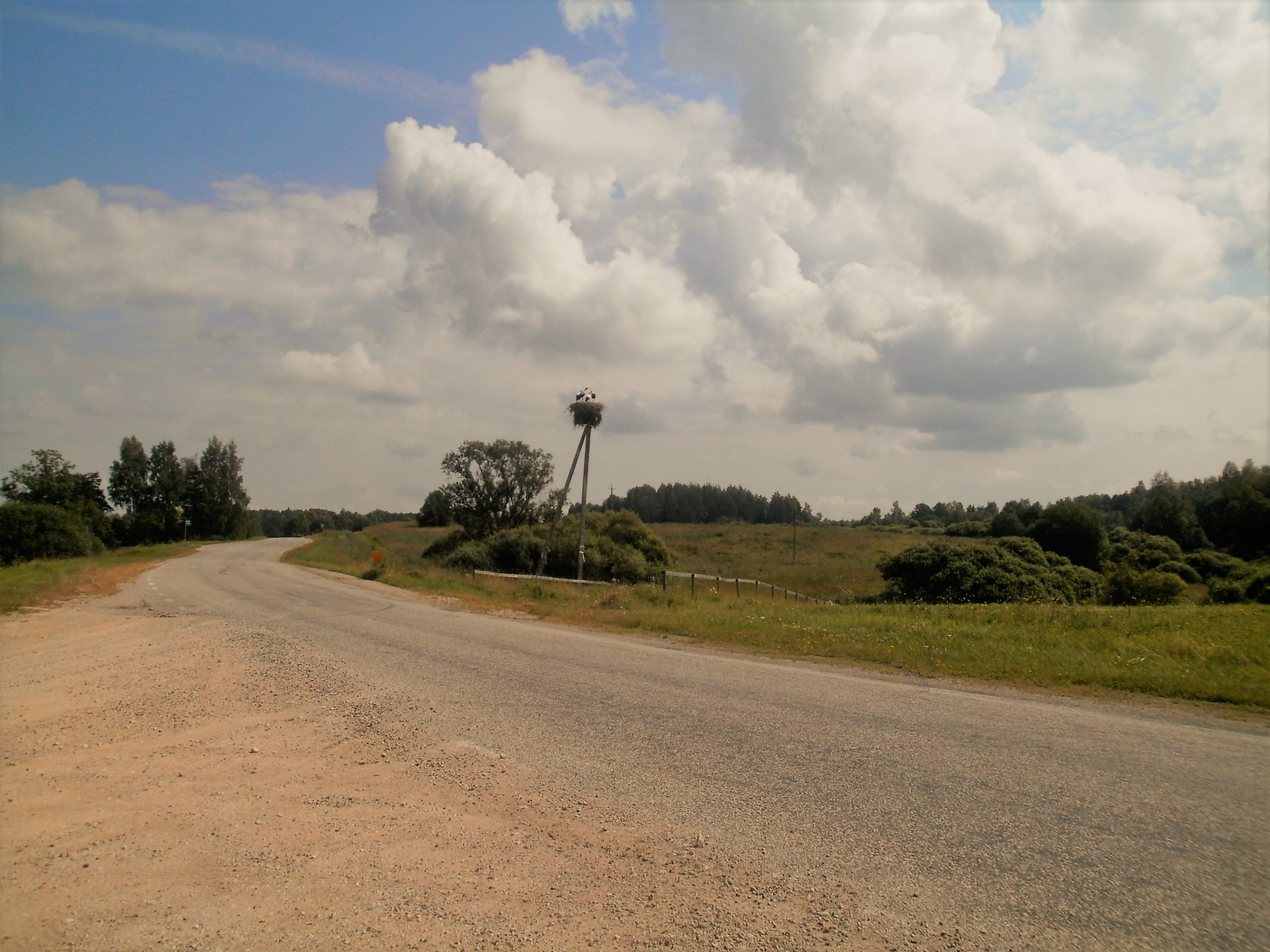
Straße, die vom Dorf Restu nach Sihva über Märdi führt